# Tintin
Tintin je fikcijski novinar i reporter i stripa belgijskog crtača Georgesa Remija, poznatijeg kao Hergé. Serija stripova o Tintinu je posebno popularna u Belgiji, Francuskoj i Nizozemskoj.
Tintin je zapravo nastao na temelju lika Totora kojeg je ranije osmislio Georges Remi. Prvi put se pojavio u stripu Georgesa Remija 10. siječnja 1929. Dakle, Tintin je mladi reporter koji je uvučen u sve svjetske intrige. 
Ne zna se ima li Tintin 15, 16 ili 17 godina, ali mu je starost oduvijek ista.
Tintin je vrlo inteligentan, dobro govori strane jezike i vozi sve vrste vozila. Osim toga, jaše konja.